# Umatilla rezervátum
Az Umatilla rezervátum az USA Oregon államának Umatilla és Union megyéiben elhelyezkedő, szövetségileg elismert indián rezervátum. Az 1855-ben létrejött rezervátum fenntartója az umatilla törzsszövetség. Legnagyobb települése Mission.
A 702,01 km2 területű rezervátumnak a 2000. évi népszámláláskor 2927 lakosa volt, továbbá háromszáz, nem umatilla indián és ezerötszáz más betelepülő élt itt.
A huszadik század elején Walter S. Bowman több fotót is készített a törzs tagjairól. Jelentős bevételi forrásuk a Wildhorse kaszinó.

## Települések
- Cayuse
- Gibbon
- Gopher Flats
- Kirkpatrick
- Mission
- Riverside
- Tutuilla

## Fordítás
- Ez a szócikk részben vagy egészben  az   Umatilla Indian Reservation című angol Wikipédia-szócikk ezen változatának fordításán alapul.  Az eredeti cikk szerkesztőit annak laptörténete sorolja fel. Ez a jelzés csupán a megfogalmazás eredetét és a szerzői jogokat jelzi, nem szolgál a cikkben szereplő információk forrásmegjelöléseként.